# Michał Sawicki (łucznik)
Michał Sawicki (ur. 6 sierpnia 1909 w Warszawie, zm. 25 maja 1986 w Radomiu) – polski łucznik, czterokrotny mistrz świata, strzelec sportowy. 

## Życiorys
Ukończył szkołę techniczną. Pracował jako technik-kreślarz w Warszawie. Od 1929 uprawiał strzelectwo i łucznictwo. Był zawodnikiem Harcerskiego Klubu Strzelecko-Łuczniczego Warszawa, Broni i Spójni (Sparty) Radom. Siedmiokrotnie zdobywał medale mistrzostw świata w łucznictwie (1931–1935), 5-krotny mistrz Polski w wieloboju indywidualnym (1930–1934), 16-krotny mistrz Polski w strzelectwie sportowym (1932–1938 i 1949–1956), wielokrotny reprezentant Polski w łucznictwie i strzelectwie sportowym (1931–1938 i 1947–1957), sędzia klasy państwowej w tych dyscyplinach sportu, działacz sportowy. W latach (1931–1936) prezes HKSŁ Warszawa, od 1951 roku trener kl. I w strzelectwie sportowym, w latach 1952–1966 członek Zarządu PZSS, w latach 1953–1958 przewodniczący Rady Trenerów PZSS, a od 1980 roku przewodniczący Rady Trenerów OZSS w Radomiu. 
Pochowany na cmentarzu parafialnym w Radomiu (kwatera 4A/15/16, grób 6492). 

## Ordery i odznaczenia
- Srebrny Krzyż Zasługi (10 marca 1932)[3]

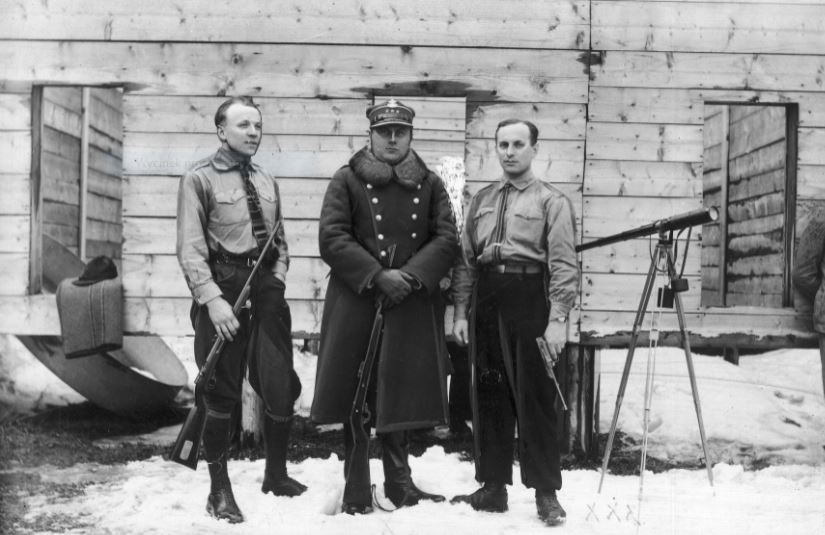
Zawody Strzeleckie o mistrzostwo Tatr i Zakopanego. Od lewej: Michał Sawicki - harcerz Klubu Strzeleckiego Łucznik Warszawa, kpt. Stanisław Jasiński - mistrz Tatr, Tadeusz Kubalski - harcerz Klubu Strzeleckiego Łucznik Warszawa.

- Odznaka „Zasłużony Mistrz Sportu”